# Кокориця
Коко́риця (біл. Како́рыца) — село у Березівському районі Берестейської області. Входить до складу Бездіжанської сільської ради.